# José Escolástico Andrade
José Escolástico Andrade Pirela (Los Puertos de Altagracia, Zulia, Venezuela, 18 de enero de 1782-Maracaibo, Zulia, 22 de agosto de 1876) fue jefe militar durante la última etapa de la Guerra de Independencia de Venezuela y padre del general Ignacio Andrade, Presidente de la República entre 1898 y 1899.

## Vida
Hijo de José Ignacio Andrade y de María Pirela. Sus primeros estudios los hizo en Aranjuez (España). El 14 de diciembre de 1820 ingresó al ejército a las órdenes de Simón Bolívar. En 1822, después de haber tenido una actuación importante en la Nueva Granada, pasa al Cuenca (actual Ecuador) donde también obtiene preseas por su dedicación a la lucha independentista al mando del general Antonio José de Sucre. Poco tiempo después engrosa las filas de oficiales y soldados que avanzan hacia el Perú para consolidar la libertad de esa nación. El mariscal Sucre le asigna importantes comisiones para situarse más tarde en Popayán al frente de las primeras tropas que se establecen en la región para coadyuvar a la consolidación de la República. En los meses finales de 1828 se desempeña como jefe de armas en Mariquita y en 1829, ya con el grado de coronel efectivo, es comandante general del departamento del Cauca. En enero de 1829, había sido designado por Bolívar como jefe del Estado Mayor de la división Carmona y para septiembre de ese mismo año se encontraba en Guayaquil, de donde regresa a Popayán y luego sigue hacia el Chocó con instrucciones personales del Libertador. Defensor de la Dictadura de Rafael Urdaneta y la integridad de Colombia, es borrado del servicio militar regresando a Venezuela en 1831. Entre 1839 y 1844 es gobernador de Maracaibo. Durante la guerra civil venezolana de 1848 es vencido por Ezequiel Zamora en Quisiro el 17 de septiembre de 1848 y en San Carlos del Zuia el 31 de diciembre.Sale del país en 1850. En 1858 es enviado por el gobierno de Julián Castro como diputado por el Táchira a la Convención de Valencia. En 1859, es ascendido al grado de general de brigada; es jefe de operaciones del gobierno castrista en Cojedes, Portuguesa y Barinas. Secretario de Guerra y Marina (octubre 1859) se desempeña en 1860 como jefe del Ejército en la cordillera. Ocupa Mérida, persigue a los ejércitos federalistas y en 1861 asciende a general de división, actuando al lado del general José Antonio Páez. Estuvo en acciones bélicas en Trujillo en 1870 y fue hecho prisionero al iniciarse el gobierno del general Antonio Guzmán Blanco.

## Cargos desempeñados
- Edecán de Simón Bolívar en el ejército republicano en 1820.
- Jefe de armas en Mariquita (1828).
- Comandante general del departamento del Cauca (1829).
- Jefe del Estado Mayor de la división Carmona (1829).
- Gobernador de Maracaibo (1839-1844).
- Diputado por Táchira en la Convención de Valencia (1858).
- General de brigada y jefe de operaciones del gobierno en Cojedes, Portuguesa y Barinas (1859).
- Secretario de Guerra y Marina (1859).